# WEST. LIVE TOUR 2023 POWER
『WEST. LIVE TOUR 2023 POWER』（ウェスト ライブツアー 2023 パワー）は、2023年12月20日にジャニーズ・エンタテイメントから発売された、WEST.のライブ・ビデオ。

## 概要
2024年1月1日、ジャニーズ・エンタテイメントはELOV-Labelに社名変更されたため本作がジャニーズ・エンタテイメント名義最後のリリースとなった。初回限定盤と通常盤2仕様でのリリース。

## 収録内容

### Disc1（全形態共通）
1. OVERTURE
2. 僕らの理由
3. ええじゃないか
4. WEST NIGHT
5. 週刊うまくいく曜日
6. INTER
7. Rewind It Back
8. Mood
9. INTER
10. 膝銀座
11. INTER
12. アンノウン
13. Strike a blow
14. サムシング・ニュー
15. INTER
16. エゴと一途
17. 真っ直ぐ
18. ハルカナレ
19. Big Shot!!
20. Mixed Juice
21. MC
22. 漫談
23. 似てないふたり
24. ぼくらしく
25. INTER
26. イキテヤレ
27. Guilty
28. パロディ
29. INTER
30. Anything Goes
31. アカンLOVE〜純情愛やで〜
32. ズンドコ パラダイス
33. パリピポアンセム
34. WESTube
35. INTER
36. 愛情至上主義
37. しあわせの花
38. 証拠
39. POWER

### Disc2（初回限定盤）
- アンコール

1. We are WEST!!!!!!!
2. ムーンライト
3. むちゃくちゃなフォーム

- SPECIAL REEL

・9周年生配信トーク＆ライブ「虹会」
1. POWER
2. 恋にて
3. パロディ
4. 忘れないでいてね
5. しあわせの花
6. トーク＆ゲーム
7. ボクら

- 「賛辞会」5.24 NAGOYA -TOUR FINAL-

### Disc2（通常盤）
- アンコール

1. We are WEST!!!!!!!
2. ムーンライト
3. むちゃくちゃなフォーム

- SPECIAL REEL

TOUR DOCUMENTARY